# Michael Rittstein
Michael Rittstein (* 17. září 1949, Praha) je český výtvarník. Patří k nejvýznamnějším představitelům expresivní figurální malby a je bytostným pozorovatelem, který své postřehy zaznamenává v tisícovkách kreseb. Žije a pracuje střídavě v Praze a v Brnířově. Je otcem sochaře Lukáše Rittsteina, a "Miki-discjockey" (Mikuláše).

## Život
V letech 1964 až 1968 studoval na SOŠV Václava Hollara a v letech 1968 až 1974 na Akademii výtvarných umění v Praze pod vedením Arnošta Paderlíka.
V letech 1990–1991 a 1998–1999 byl členem poroty umělecké Ceny Jindřicha Chalupeckého.
V roce 1999 udělila porota ve složení František Skála, Karel Císař, Hugo Demartini, Josef Hampl, Olaf Hanel, Ludvík Hlaváček, Petr Pavlík, Tomáš Pospiszyl a Naďa Řeháková Cenu Jindřicha Chalupeckého jeho synovi, Lukáši Rittsteinovi.
Mezi lety 2001 a 2018 byl na Akademii výtvarných umění vedoucím Malířského ateliéru III.
V roce 2007 byl na AVU jmenován docentem a v roce 2012 profesorem.                                                                                V letech 2013 - 2023 na AVU vedl ateliér Socha I. jeho syn Lukáš Rittstein.
Je členem výtvarných skupin „Volné seskupení 12/15 Pozdě, ale přece“, „Nová skupina“ a „SVU Mánes“. Svá díla tvoří převážně na chalupě v Brnířově.

## Dílo
Je zastoupen v četných významných sbírkách, kupř. Národní galerie v Praze, Galerie hl. města Prahy, Českého muzea výtvarných umění v Praze, Památníku národního písemnictví Praha, oblastních galeriích v Česku, na Ministerstva kultury ČR, Centre G. Pompidou v Paříži, ve vídeňském Albertinum, a soukromých sbírkách v Česku, Evropě, USA a Austrálii.

## Výstavy
- 1976 první samostatná výstava, Galerie mladých, Praha
- 1978 Konfrontace, společná výstava, Mikrobiologický ústav, Praha
- 1979 kresby, Divadlo v Nerudovce, Praha
- 1982 kresby a grafika, Jánské koupele, Staré Těchanovice
- 1984 kresby, Dům kultura, České Budějovice
- 1985 kresby, Junior klub Na chmelnici, Praha
- 1985 samostatná výstava, galerie Ruchti, Kolín nad Rýnem
- 1986 kresby, Jednotné zemědělské družstvo, Brnířov
- 1987 kresby, galerie Na bidýlku, Brno
- 1988 první společná výstava 12/15 Pozdě, ale přece, zámek Koloděje, Praha
- 1988 kresby, Malá galerie Československého spisovatele, Praha
- 1988 samostatná výstava, Pedagogická fakulta Ostravské univerzity, Ostrava
- 1989 Zeichnungen, Galerie von der Milwe, Aachen
- 1991 grafika, Galerie Patro, Ostrava
- 1991 obrazy, galerie U Bílého jednorožce, Klatovy
- 1991 obrazy, Česká národní rada, Praha
- 1991 obrazy, Galerie M, Pelhřimov
- 1992 samostatná výstava, Klub Bohemia, Bratislava
- 1992 společná výstava, galerie Via Art, Praha
- 1993 Mírná retrospektiva, Mánes, Praha
- 1993 Rané dílo, galerie '60/'70, Praha
- 1993 obrazy, Středoevropská galerie a nakladatelství, Praha
- 1994 Žně, Galerie Maecenas, Plzeň
- 1994 výstava skupiny 12/15 Pozdě ale přece, galerie Via Art, Praha
- 1995 Malba, Ambrosiana, Brno
- 1996 obrazy a kresby, Galerie u Štreitů, Sovinec
- 1996 obrazy, Kaple Povýšení sv. Kříže, Moravský Beroun
- 1996 Kresba a grafika 1976-1996, Městská galerie Art Club, Týn nad Vltavou
- 1996 kresby, Městské divadlo, Kolín
- 1996 společná výstava, galerie Via Art, Praha
- 1997 malba, Galerie Ještěr, Česká Třebová
- 1998 obrazy a kresby, Štúdio S, Bratislava
- 1998 Dužina a jádro, Míčovna Pražského hradu, Praha
- 1998 malba, Raiffeisen stavební spořitelna, Praha
- 1998 společná výstava, galerie Via Art, Praha
- 1999 Obrazy a kresby z let 1998-99, Výstavní síň Sokolská 26, Ostrava
- 1999 Čerstvě natřeno, Galerie Václava Špály, Praha
- 1999 Okluzní fronta, Dům umění, České Budějovice
- 1999 98% vlhkosti, Galerie Západočeské univerzity, Plzeň
- 2000 Stín lesku, Galerie Via Art, Praha
- 2002 Tam, Veletržní palác, Praha
- 2002 Průvan k obědu, galerie Gambit, Praha
- 2002 Pravěk, obrazy z let 1971-78, Trigon Gallery, Plzeň
- 2004 Výstava k příležitosti významného jubilea, Alternativa, Zlín
- 2004 Rusalka byla Ruska? Trigon Gallery, Plzeň
- 2004 Vzdálené dunění, Galerie XXL, Louny
- 2004 Opice z vody, Zámek Nové Město nad Metují, Nové Město nad Metují
- 2005 Šodó, Galerie a galerie jídelna, Česká Lípa
- 2005 Mňau, Galerie Dorka, Domažlice
- 2005 samostatná výstava, galerie Student, Ostrava
- 2006 obrazy, galerie Beseda, Ostrava
- 2006 Moje kytara Něžnělka, Galerie moderního umění, Hradec Králové
- 2007 obrazy, galerie U Klicperů, Hradec Králové
- 2008 samostatná výstava, Zámecká galerie, Uherský Ostroh
- 2008 Lesklá alej, Dům umění, Ostrava
- 2008 Kostkované safari, galerie Woxart, Praha
- 2009 Upytlačená dojnice, galerie Vltavín, Praha
- 2009 Rvačka, galerie Dorka, Domažlice
- 2010 Nové litografie, Galerie Kamzík - Mungo bar, Praha
- 2010 Animální monstrum, společná výstava, galerie Via Art, Praha
- 2016 společná výstava 12/15 Pozdě, ale přece, Nová síň, Praha
- 2017 společná výstava, galerie Via Art, Praha
- 2018 samostatná výstava, galerie Prostor 228, Liberec
- 2019 Ve vlnách, Jízdárna Pražského hradu, 2. listopadu 2019 - 5. ledna 2020[9]
- 2021 Klokaní Tarzan, Trafogallery, Praha – Holešovická tržnice [10]
- 2023 Michael Rittstein – Nohy na stole, Museum Kampa, Praha[11]
- 2023–2024 – Nohy na stole (Muzeum Kampa)[12]
- 2024 – Spřízněni volbou: Michael Rittstein & Roman Franta a jejich žáci (Galerie Portheimka)[13]